# Третя тернопільська гімназія
Третя державна тернопільська гімназія імені Миколая Коперника (Тернопільська реальна гімназія, пол. Gimnazjum Realne w Tarnopolu) — колишній середній навчальний заклад у місті Тернополі.

## Відомості

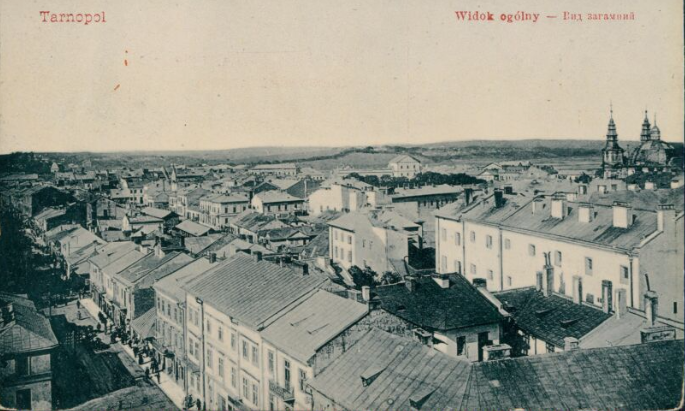
Будівля реальної школи (центр світлини, 1908—1915)

26 червня 1855 року Тернопіль удруге відвідав цісар Франц Йозеф І, від якого радні міста отримали дозвіл заснувати реальну школу.
Заснована 1859 року як трикласна державна Нижча реальна школа. Протягом певного часу мала тільки три класи: другий відкрили 1860/1861 навчального року, третій — 1861/1862. Четвертий клас відкрили 1872 року. Навчання в закладі почалося 1 вересня 1859, спочатку проводилося німецькою мовою, з 1867 року — польською.
Почала діяти в новозбудованому двоповерховому приміщенні на вулиці Музейній (нині Валова), а згодом добудували третій поверх.
За розпорядженням від 1 квітня 1896 року реорганізована на Вищу реальну школу, а 1896/1897 навчального року утворено VI клас. 1898 року відбувся перший випуск учнів цісарсько-королівської Вищої реальної школи. Основна увага зверталася на математично-природничі предмети, креслення, рисунок (вивчали мови, зокрема німецьку, французьку). Закінчення вищої реальної школи давало право для вступу у вищі навчальні заклади, крім університетів, оскільки для цього потрібно було знати грецьку і латинську мови.
Популярність школи призвели до того, що старий будинок вже не вміщав усіх бажаючих навчатися, тому керівництво винаймало додаткові приміщення до вводу в експлуатацію 1901 року новобудови на вулиці Стрілецькій (нині Коперника). Натомість з 1907 року в будівлі на Валовій почала діяти утворена 1898 року державна україномовна гімназія, а з 1911-го — чотирикласна народна школа ім. Юліуша Словацького. Тернопільський обласний краєзнавчий музей працював у старому приміщенні реальної школи після Другої світової війни до 1970-х років.
У 1901/1902 шкільному році навчалися 479 учнів.
З 1917 року в гімназії діяла польська організація харцерів імені Юзефа пілсудського.
1923 року відремонтували римсько-католицьку каплицю в закладі.
У 1925/26 навч. році заміські учні проживали в бурсах: Польській (вул. Лелевеля, 20 учнів) і Товариства школи людової (вул. Качали, 28 учнів, з них 20 з-за Збруча)
1930/31 навч. року діяв у приміщенні на Коперніка, 14. після розпорядження Кураторї від 12 травня 1930 Комітет громадський приватної жіночої семінарії звільнив 7 липня 1930 року 2 приміщення на першому поверсі (партері). 1931 року було проведено ремонт, пов'язаний з пристосуванням приміщень для навчальних потреб.

## Будівля
21 червня 1895 року Тернопільський магістрат зобов'язався збудувати на власній землі і власним коштом будівлю на вулиці Стрілецькій для школи, і в 1898—1999 роках будівництво мало завершитися. Однак роботи затягнулися через затримку із виготовленням плану та певну фінансову скруту (вартість склала 160000 золотих ринських, або корон, вартість земельної ділянки — 15000).
Будівництво за проектом, який виконала фірма Зигмунта Кендзерського зі Львова (керував тернопільський будівничий Йосип Очерет,, а виконробом був Зигмунд Кендзерський) тривало протягом трьох років. До осені 1900-го будівлю звели і накрили, 1901-го ввели в експлуатацію.
16 вересня 1900 року бургомістр Володимир Лучаківський та намісник Галичини Леон Пінінський брали участь у посвяченні нового приміщення Тернопільської вищої реальної школи. 30 жовтня 1901 року новий будинок школи відвідав митрополит Галицький, граф Андрей Шептицький, який тоді перебував на Тернопіллі з візитацією.
Фасад, за архівними документами, завдовжки 60,2 м. Приміщення свого часу мало 50 класів, каплицю та гімнастичний зал.
Нині тут діє Тернопільська українська гімназія імені Івана Франка.

## Відомі люди
- Омелян Терлецький — учитель.[17]
- Еміль Міхаловський; в 1876 році також працював учителем каліграфії Першої тернопільської гімназії[18]
- Леопольд Голубович — директор Тернопільської чоловічої учительської семінарії (1919—1936), на момент призначення професор Тернопільської реальної школи.[19]
- Гілярій Габінський[20]
- Клим Ґутковський — випускник вищої реальної школи
- Валеріан Крицінський (1852—1929) — польський живописець, керамік, педагог — навчався.[21]
- о. Тимотей Сембай — кахетит; також учив у етатовій школі[22]
- Володимир Смаль-Стоцький, працював за контрактом[23]
- Владислав Сатке, професор з 1898 працював у закладі.

### Очільники
- Юзеф Кіцький, очолював 31 рік[3]
- Міхал[24] Рембач — директор
- Артур Пассендорфер (вересень 1907 - березень 1913)
- Юзеф Тройнар, 1918—1927[25][26]
- Тадеуш Сас-Лещинський (пол. Tadeusz Sas-Leszczyński; 5.11.1881, Базар — 4.4.1939) — з 7 грудня 1927 року[27]